# Minamikyūshū
Minamikyūshū (jap. 南九州市 Minamikyūshūshi, „(kreisfreie) Stadt Süd-Kyūshū“) ist eine Stadt in der Präfektur Kagoshima auf der Satsuma-Halbinsel in Japan.

## Geschichte
Minamikyūshū wurde am 1. Dezember 2007 aus der Vereinigung der Chō Chiran (知覧町, -chō) und Kawanabe (川辺町, -chō) des Landkreises Kawanabe, und Ei (頴娃町, -chō) des Landkreises Ibusuki gegründet. Beide Landkreise wurden daraufhin aufgelöst.

## Verkehr
- Zug:
  - JR Ibusuki-Makurazaki-Linie: nach Makurazaki oder Kagoshima

## Angrenzende Städte und Gemeinden
- Kagoshima
- Makurazaki
- Ibusuki
- Minamisatsuma